# Hundhaupten

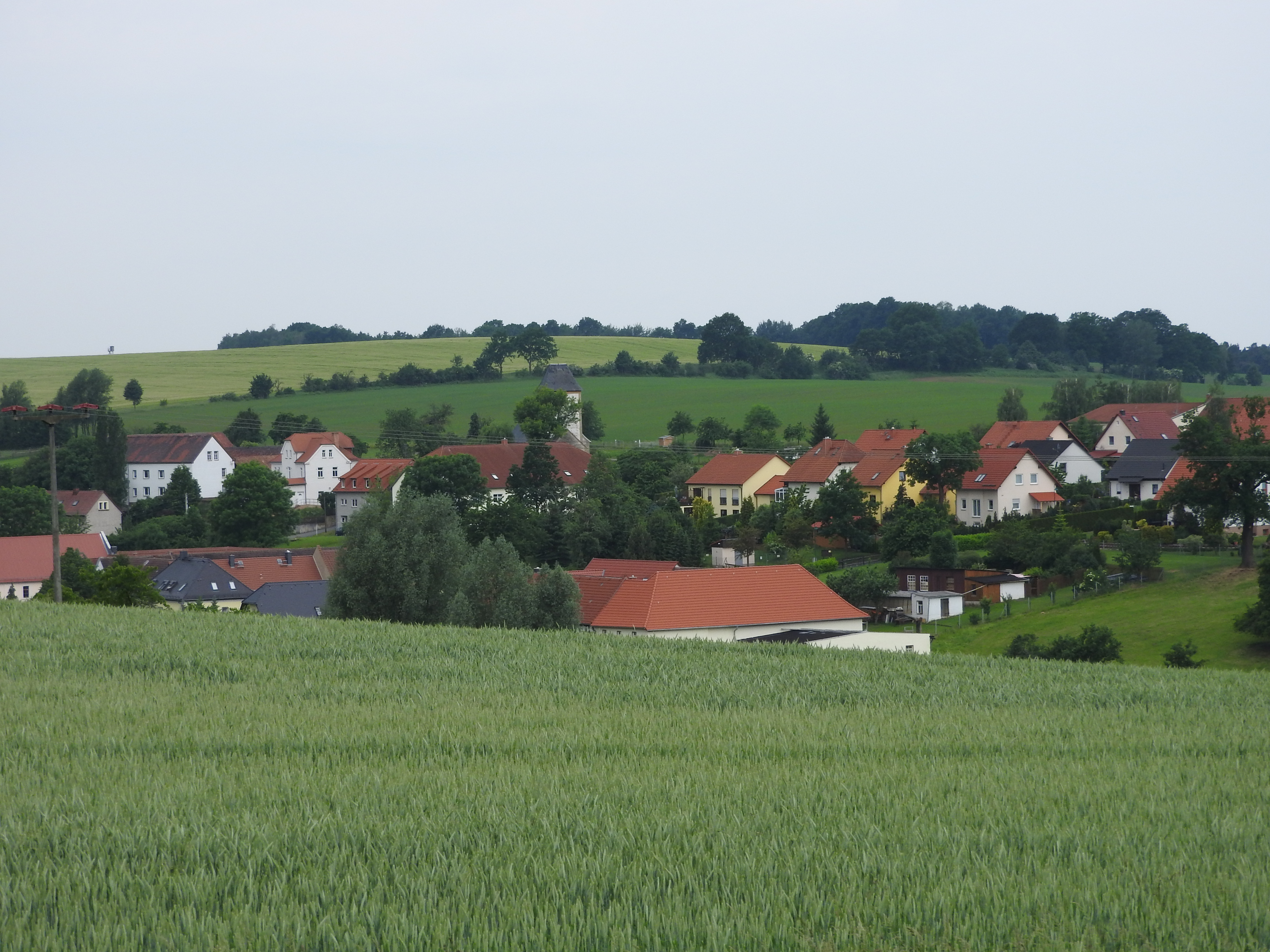
Blick auf Hundhaupten

Hundhaupten ist eine Gemeinde im Landkreis Greiz in Thüringen. Sie ist Mitglied der Verwaltungsgemeinschaft Münchenbernsdorf.

## Geographie
Hundhaupten grenzt im Nordosten an die kreisfreie Stadt Gera. Außerdem grenzt die Gemeinde an Bocka, Münchenbernsdorf, Saara und Zedlitz. Der einzige Ortsteil von Hundhaupten ist Markersdorf.

## Geschichte
Die erste bekannte Erwähnung Hundhauptens findet sich in einer Urkunde Heinrichs, Vogt von Gera. Im Jahre 1262 verkauft dieser seine unter anderem in „Hunthobit“ gehaltenen Lehen dem Kloster Cronschwitz.
1279 in einer Urkunde Heinrichs, Vogt von Weida, wird Hundhaupten „Huntheubten“ genannt.
Am 1. Oktober 1922 wurden der reußische und der weimaraner Anteil der Gemeinde vereinigt.
Am 1. Juli 1950 wurde die bis dahin eigenständige Gemeinde Markersdorf eingegliedert.

### Einwohnerentwicklung
Der ungewöhnlich starke Bevölkerungsrückgang im Jahre 2003 lässt sich auf die Schließung des Hundhauptener Asylbewerberheims zurückführen.
Entwicklung der Einwohnerzahl (ab 1994 31. Dezember):
| - 1647: 058 - 1800: 117 - 1933: 196 - 1939: 176 - 1994: 479 - 1995: 535 - 1996: 533 | - 1997: 595 - 1998: 606 - 1999: 599 - 2000: 656 - 2001: 678 - 2002: 736 - 2003: 425 | - 2004: 393 - 2005: 391 - 2006: 386 - 2007: 376 - 2008: 374 - 2009: 369 - 2010: 363 | - 2011: 355 - 2012: 351 - 2013: 343 - 2014: 346 - 2015: 342 - 2016: 330 - 2017: 318 | - 2018: 306 - 2019: 317 - 2020: 320 - 2021: 322 - 2022: 318 - 2023: 318 |

 Datenquelle ab 1994: Thüringer Landesamt für Statistik

## Wirtschaft und Infrastruktur

### Wasserver- und Abwasserentsorgung
Die Gemeinde Hundhaupten ist Mitglied im Zweckverband Wasser / Abwasser Mittleres Elstertal. Dieser übernimmt für die Gemeinde die Trinkwasserversorgung und Abwasserentsorgung.

## Sehenswürdigkeiten
- Dorfkirche Hundhaupten